# طلب الزواج

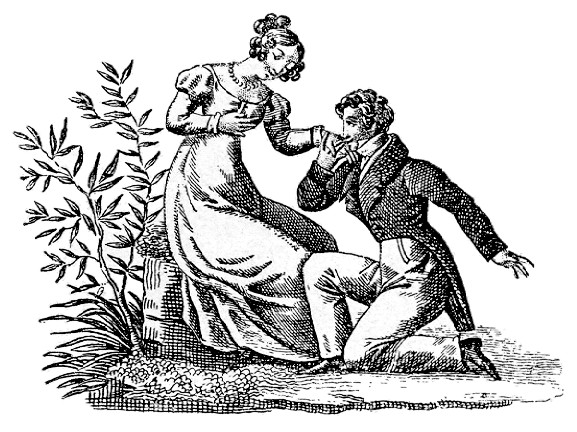
لوحة من عام 1815 تصور طلب الزواج أثناء الانحناء على ركبة واحدة.

طلب الزواج هو عمل يقوم به أحد شخصين مرتبطين بعلاقة بطلب يد الشخص الآخر للزواج، وفي حال الموافقة يكون ذلك بداية لما يعرف باسم الخطوبة. عادة ما يترافق طلب الزواج مع طقوس محددة تختلف بحسب الثقافات إلا أنها عادة مرتبطة بتقديم خاتم الخطوبة وطرح سؤال ذو صيغة معينة من قبيل «هل تقبلين الزواج بي؟» في الثقافة الغربية، حيث يكون الرجل عادة هو من يتقدم بطلب الزواج. في بعض الثقافات قد يترافق طلب الزواج مع انحناء الرجل على ركبتيه أثناء طلب الزواج مع وضع خاتم الخطوبة في يد خطيبته.